# Glareola lactea
La canastera chica (Glareola lactea) es una especie de ave Charadriiforme de la familia Glareolidae que vive en el sur de Asia.
La canastera chica es un ave sedentaria que habita en el este de Afganistán, la India, Pakistán y la península Indochina. Se reproduce desde diciembre a marzo sobre costas arenosas o pedregosas de ríos, pone de 2 a 4 huevos en una depresión en el suelo. Las zonas de reproducción comprenden pequeñas áreas en el norte de Karnataka (a la vera del río Hemavathi) y el norte de Kerala cerca de Kannur.

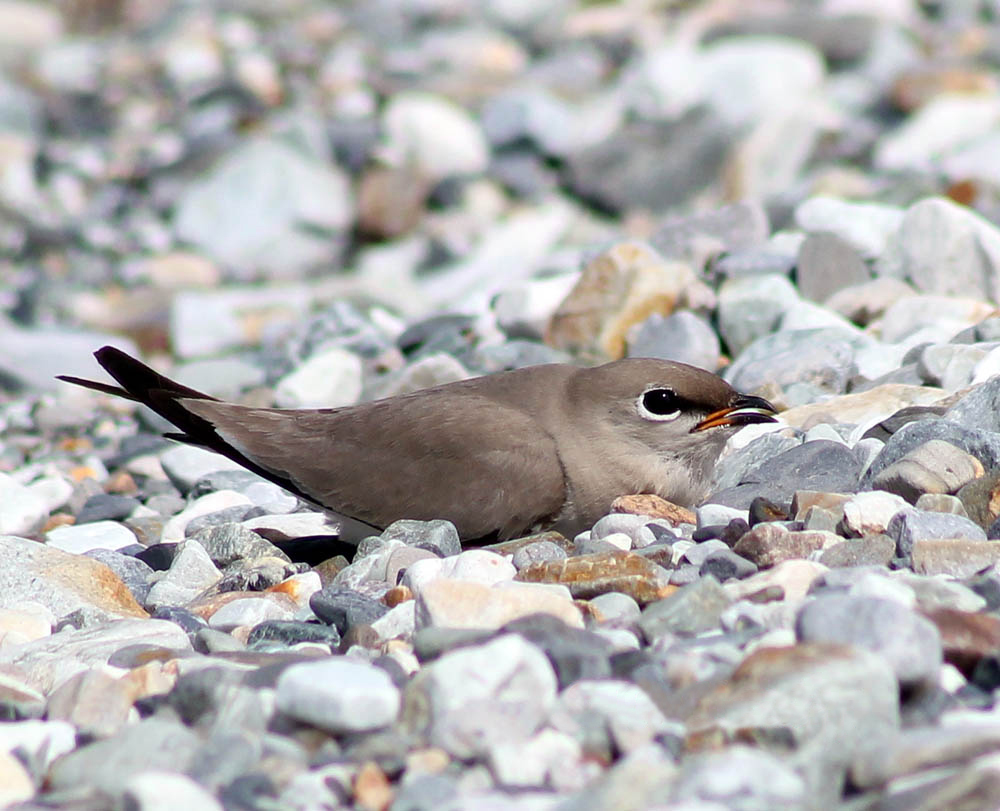
En Jayanti, distrito de Jalpaiguri, Bengala Occidental, India.

## Descripción
Esta especie mide de 16,5 a 18,5 cm en longitud, con una envergadura de alas de 15–16 cm. A causa de su tamaño reducido, la canastera chica puede ser confundida en vuelo con los vencejos o las golondrinas.
Sus patas son cortas, sus alas largas y puntiagudas y su cola corta. Su pico corto es una adaptación a la alimentación en vuelo. Sobre el terreno, su plumaje es principalmente grisáceo pálido (de ahí la denominación lactea, lechosa). Su píleo es castaño.
Las alas son grises en su parte superior, con plumas primarias negras y franjas negras y blancas en el flanco posterior de las plumas de vuelo interiores. La parte inferior de las plumas es negra. Su cola es blanca con un triángulo final negro. Su vientre es blanco.
Es de notar que si bien a las glareolas se las clasifica como aves limícolas,  por lo general estas aves cazan insectos al vuelo, de manera similar a las golondrinas, aunque también se pueden alimentar cuando están posadas en tierra.

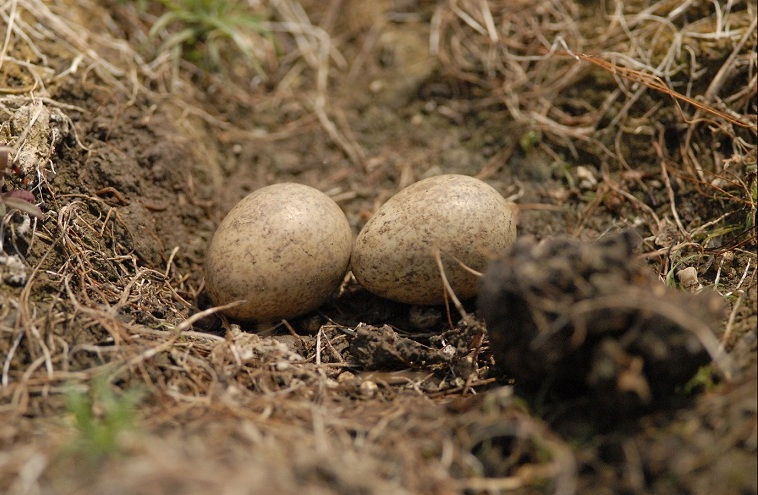
Nido de canastera chica
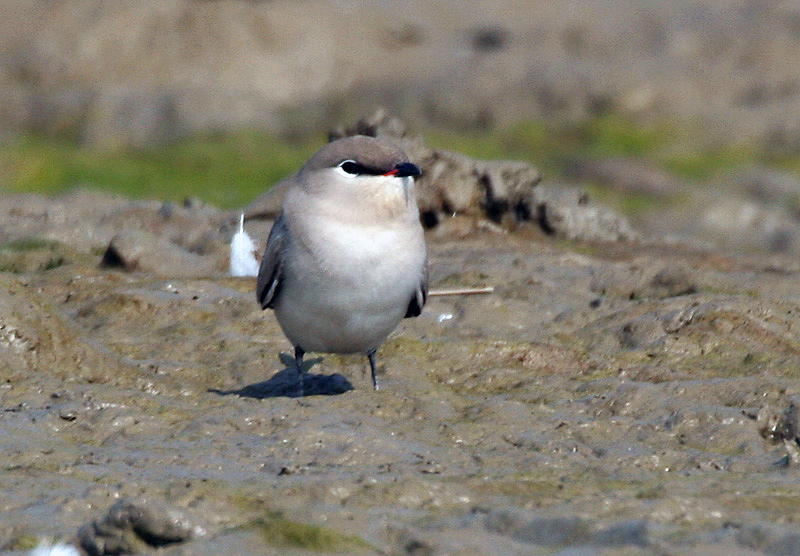
En Purbasthali, distrito de Bardhaman, Bengala Occidental, India.
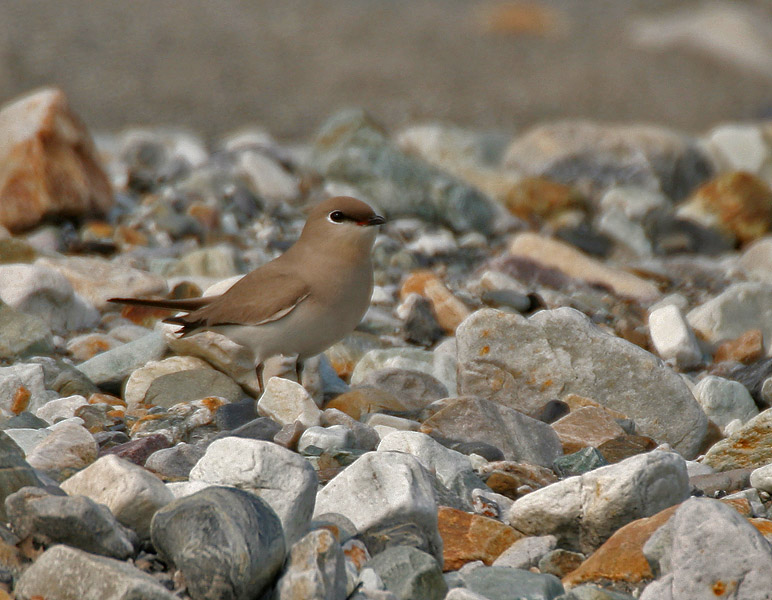
En Jayanti en el Parque nacional de Buxa, distrito de Jalpaiguri, Bengala Occidental, India.